# Dance Fever (Live at Madison Square Garden)
Dance Fever (Live at Madison Square Garden) è il terzo album dal vivo del gruppo musicale britannico Florence and the Machine, pubblicato il 14 ottobre 2022 dalle etichette discografiche Polydor e Universal Music Group.

## Tracce
1. Heaven Is Here (Live at Madison Square Garden) – 3:03
2. King (Live at Madison Square Garden) – 4:59
3. Ship to Wreck (Live at Madison Square Garden) – 4:13
4. Free (Live at Madison Square Garden) – 4:32
5. Daffodil (Live at Madison Square Garden) – 3:44
6. Dog Days Are Over (Live at Madison Square Garden) – 4:56
7. Girls Against God (Live at Madison Square Garden) – 4:20
8. Dream Girl Evil (Live at Madison Square Garden) – 3:51
9. Prayer Factory (Live at Madison Square Garden) – 1:15
10. Big God (Live at Madison Square Garden) – 4:18
11. Cassandra (Live at Madison Square Garden) – 5:27
12. What Kind of Man (Live at Madison Square Garden) – 5:02
13. Morning Elvis (Live at Madison Square Garden) – 3:56
14. June (Live at Madison Square Garden) – 3:41
15. Hunger (Live at Madison Square Garden) – 4:00
16. Choreomania (Live at Madison Square Garden) – 3:47
17. Kiss with a Fist (Live at Madison Square Garden) – 3:01
18. Cosmic Love (Live at Madison Square Garden) – 5:36
19. My Love (Live at Madison Square Garden) – 4:53
20. Restraint (Live at Madison Square Garden) – 0:57
21. The End of Love (Live at Madison Square Garden) – 4:50
22. Never Let Me Go (Live at Madison Square Garden) – 6:32
23. Shake It Out (Live at Madison Square Garden) – 5:09
24. Rabbit Heart (Raise It Up) (Live at Madison Square Garden) – 7:56

Durata totale: 103:58